# Élections sénatoriales de 1876 en Charente-Inférieure
Les élections sénatoriales de 1876 ont eu lieu le 10 janvier 1876.

## Sénateurs élus
|   | Sénateur élu            |  | Groupe parlementaire |
| - | ----------------------- |  | -------------------- |
| 1 | Alfred de Vast-Vimeux   |  | Bonapartiste         |
| 2 | Jean-Baptiste Boffinton |  | Bonapartiste         |
| 3 | Pierre Roy de Loulay    |  | Bonapartiste         |

## Résultats
| Candidat       | Candidat                   | Parti                    | Premier tour | Premier tour |
| Candidat       | Candidat                   | Parti                    | Voix         | %            |
| -------------- | -------------------------- | ------------------------ | ------------ | ------------ |
|                | Alfred de Vast-Vimeux      | Bonapartiste             | 357          | 62,30        |
|                | Jean-Baptiste Boffinton    | Bonapartiste             | 341          | 59,51        |
|                | Pierre Roy de Loulay       | Bonapartiste             | 330          | 57,59        |
|                | Anatole Lemercier          | Républicain conservateur | 246          | 42,93        |
|                | Jules Dufaure              | Républicain conservateur | 241          | 42,06        |
|                | Aristide Denfert-Rochereau | Républicain modéré       | 146          | 25,48        |
|                | Emmery                     | Républicain modéré       | 52           | 9,08         |
|                |                            |                          |              |              |
| Inscrits       | Inscrits                   | Inscrits                 | 577          | 100,00       |
| Votants        | Votants                    | Votants                  | 573          | 99,31        |
| Abstentions    | Abstentions                | Abstentions              | 4            | 0,69         |
| Blancs et nuls | Blancs et nuls             | Blancs et nuls           | 0            | 0,00         |
| Exprimés       | Exprimés                   | Exprimés                 | 573          | 99,31        |